# エルサレム攻囲戦 (紀元前37年)
エルサレム攻囲戦（紀元前37年）は、ヘロデ大王がユダヤ王位を確保するために行われた軍事作戦の最終段階において起こった戦闘である。マルクス・アントニウスより提供されたローマ軍の助けによってヘロデはエルサレムの占領およびアンティゴノスを退位させることに成功し、ハスモン朝によるユダヤの支配を終結させた。この攻囲戦はフラウィウス・ヨセフスやカッシウス・ディオの作品で言及されている。

## 背景
紀元前63年、ポンペイウスは第三次ミトリダテス戦争の勝利に引き続き、ヨハネ・ヒルカノス2世とアリストブロス2世が争っていたハスモン朝ユダヤの内戦に介入してユダヤを征服し、ヒルカノスを大祭司に任命した。ヒルカノスの治世下で真の権力はイドマヤ人のアンティパトロスが握っていた。紀元前49年にローマ内戦が起こると、アンティパトロスはヒルカノスにガイウス・ユリウス・カエサルの側に着くように促し、その内戦で勝利したカエサルはその後ヒルカノスには宗教的統治者（エスナルク）の地位を、アンティパトロスには徴税長官（エピメレテス、プロクラトルの一種）の地位をそれぞれ与えた。数年後、アンティパトロスは彼の息子であるファサエロスとヘロデをそれぞれエルサレムとガリラヤの知事に任命した。カエサルが暗殺された後には、ヒルカノスとアンティパトロスの二人は当時ローマ東部を支配していたマルクス・アントニウスを支持した。
紀元前40年、アリストブロス2世の息子であるアンティゴノス2世はハスモン朝の領域を奪還するためにパルティア軍に資金を提供した。パルティア人はローマのシリア属州を襲いユダヤを奪還、ヒルカノスとファサエロスを捕らえてアンティゴノス2世をユダヤの王に就任させた。アンティゴノスはヒルカノスが王に復位することを恐れ、王が兼務していた大祭司の地位が五体満足なものでなければ就く事ができないことを利用し、ヒルカノスの両耳を切り落とした。ファサエロスはアンティゴノス2世の手によって殺害されることを嫌い自害した。ヘロデと彼の家族はマサダで包囲されたが、ヘロデはペトラへと脱出した。彼はナバテアからの援助を受けることができなかったため、その後ローマへと進んだ。ヘロデはアントニウスの後援を得て元老院より「ユダヤの王」と宣言され、王権を主張するためユダヤへと戻った。
紀元前39年から38年にかけて、ローマの将軍プブリウス・ウェンティディウス・バッススはパルティア軍を破った。彼はその後、マサダに籠っていたヘロデの弟ヨセポスを支援する名目でユダヤに入ったが、彼はエルサレム近郊に布陣するとアンティゴノスを強請って金を受け取り、その後そのまま引き上げてしまった。ウェンティディウスは強請りの発覚を恐れ、いくばくかの兵とその指揮官としてシロンをユダヤに残した。ヘロデはプトレマイス（現代のアッコ）に上陸し、アントニウスよりヘロデの支援をするよう命を受けたシロンの軍と合流した後、ガリラヤの征服とアンティゴノスに対する軍事作戦を始めた。彼の軍はヤッファを獲るために海岸を下りながら進み、彼の家族がまだ立てこもり続けていたマサダを解放した。その後ヘロデはエルサレムへと向かって進軍し、都市の占領によって即座に戦争を終結させることを望んだ。しかしながら、ローマ軍を率いるシロンはアンティゴノスに買収されておりヘロデへの非協力な行動を取ったため、ヘロデはエルサレムの包囲を断念せざるを得なかった。彼はユダヤで動けなかった代わりにサマリアおよびガリラヤで盗賊や反乱軍と戦い、また一方では弟のヨセポスに軍を率いさせてイドマヤに送った。ヘロデの軍はローマ軍団によるいくばくかの補強を受けて2年間の戦いの末、紀元前38年の後半までにヘロデはガリラヤを平定し、ついにエルサレムに向けて南へと進軍できるようになった。アンティゴノスはエリコおよびサマリアへと軍を送ったが、会戦の結果双方ともアンティゴノス軍の敗北に終わった。ヘロデは再度エルサレムの外に幕舎を張ったが、冬の到来のため軍事作戦の停止を余儀なくされた。

## 包囲

紀元前37年のエルサレム。第一の城壁および第二の城壁の位置を参照のこと。

ヘロデは城壁への接近を可能にする丘の鞍部に近い、神殿の丘の北に幕舎を張った。そこは26年前のエルサレム攻囲戦でポンペイウスが野営地を設置したのと同じ場所だった。ヨセフスはヘロデの指揮下には三万の兵があったとしているが、現代の予想ではその半分程度であったと考えられている。ヘロデ軍はアントニウスより派遣されたガイウス・ソシウス率いるローマ軍団によって補強され、それらを11の歩兵部隊と6,000の騎兵およびシリアからの補助部隊（アウクシリア）として組織した。春が訪れると、ヘロデは包囲を始めた。ヘロデの技術者はローマ軍の戦法に習い、城壁と塔を囲む壁を建て都市の周囲の木々を伐採し、攻城兵器や投石器を使用した。アンティゴノス軍は準備不足のために食糧不足に苦しみ、それは安息年（紀元前38年10月-紀元前37年10月）でさらに悪化したが、にもかかわらず彼らは効果的に防衛を行った。アンティゴノス軍は城壁から打って出てヘロデ軍の攻城兵器を破壊し、またローマ軍が城壁の地下に坑道を掘るとそこでローマ軍と戦った。
ヘロデ軍は40日目に神殿の丘の第一の城壁（右画像のSecond wall）を破り、さらに15日後には第二の城壁（同First wall）を破った。その後すぐに神殿の周囲も制圧されたが、その間に神殿の柱廊が焼失した。アンティゴノスがハスモン・バリスとして知られる砦に籠っている間、アンティゴノスの支持者たちは神殿の境内および上の町を占領し続けた。彼らはヘロデに、神殿での儀式を継続するために犠牲獣や他の供物を神殿に運び入れることの許可を求めた。アンティゴノスは包囲戦の間、ヘロデに対するプロパガンダとしてヘロデの血統は半分ユダヤ人、半分イドマヤ人であり純血のユダヤ人ではないと、ヘロデの王座への権利を公然と問いただした。そのため、ヘロデは彼の王位への正当性と評判への影響を恐れ、要求に応じて神殿への供物の運び込みを許可した。しかしながら更なる交渉は実を結ばず、ヘロデ軍は町の襲撃を始めた。ヘロデの自重要請にもかかわらず、エルサレムは虐殺と略奪の嵐に見舞われた。ヘロデはまた、ローマ軍兵士による神殿内部の至聖所への冒涜を防がねばならなかった。ヘロデはこのまま人や物が略奪され尽くしてしまっては「荒野の王」になってしまうとソッシオスに詰め寄り、結局ソッシオスおよび彼の兵にそれぞれの身分に相応の贈り物をして市内の安全を確保した。

## 戦後
アンティゴノスはソッシオスに降伏し、ローマでの凱旋行列のためにアントニウスの下へ送られた。しかし、ヘロデはアンティゴノスがローマの後援を得ることを恐れ、アントニウスに莫大な賄賂を贈ってアンティゴノスを処刑するよう求めた。アントニウスは、アンティゴノスがヘロデに対する永久なる脅威であることを認め、アンティゴノスはアンティオキアにおいて斬首された。ローマ人が彼らによって征服された王を処刑したのはこれが初めてであった。ヘロデもまた、アンティゴノス党の指導者たち45人を処刑した。
エルサレムの陥落によってヘロデの征服戦争は終結した。彼は王位に就き統治を強化した後、組織的にハスモン朝の血を引く者たちを抹殺していった。ハスモン朝の最後の主要人物であったヒルカノス2世はナバテア人との共謀を疑われ紀元前30年に処刑された。ヘロデは紀元前4年の彼の死まで、ローマに忠実な従属国の王としてユダヤを統治した（ヘロデ朝）。

## 聖書学
ヘロデによるエルサレム攻囲戦は、ダビデの子によるメシア降臨を予言した最初期のテキストである、旧約聖書偽典のソロモンの知恵17章と関連付けられる。このテキストは、ダビデ王朝をイスラエル永遠の統治者とする神との契約に反して王位を奪ったユダヤ人を罪人と咎めており、それらの罪人たちが外国の統治者によって倒され彼らの血統は絶たれると記している。聖書学者はここに記された罪人をハスモン朝、外国の統治者をポンペイウスと伝統的に同定しているが、ポンペイウスがハスモン朝を断絶させずにむしろ統治者に復帰させたことに着目し、読解の他の可能性として、ソロモンの知恵17章の記述はヘロデによるユダヤ征服とハスモン朝断絶を示唆しているとも考えられている。